# Meganeuropsis
Meganeuropsis é um gênero extinto de libélulas que viveram durante o período Permiano em Oklahoma, Estados Unidos.

## Descrição
Espécimes de Meganeuropsis poderiam chegar até 47 cm de comprimento, e 75cm de envergadura, o que os torna a maior espécie de insetos que já existiu. É possível que esse animal tenha atingido essas proporções por conta da maior incidência de oxigênio na atmosfera da época, que fez com que os insetos atingissem tamanhos maiores.

## Ecologia
É aceito que Meganeuropsis era um predador, pois possuía mandíbulas afiadas para rasgar suas presas. Se alimentava provavelmente de insetos menores, como Baratas. Até mesmo as ninfas de Meganeuropsis eram predadoras, e se alimentavam de peixes, larvas de anfíbios e insetos aquáticos.